# Biastes emarginatus
Biastes emarginatus ist eine Biene aus der Familie der Apidae.

## Merkmale
Die Bienen haben eine Körperlänge von 7 bis 8 Millimetern. Der Kopf, Thorax und ein großer Teil der Beine der Weibchen sind schwarz. Die Mandibeln haben mittig einen rot Fleck. Das zweite bis vierte Fühlerglied und die Tergite sind rot, die Tergite sind ansonsten seitlich schwarz gefleckt. Die Pleura des Mesonotums sind großteils mit weißlichen Filzhaaren bedeckt. Die Hinterränder der Tergite tragen weiße Haarflecken. Der Scheitel ist stark ansteigend und hinten stumpf abgewinkelt. Die Männchen sehen den Weibchen ähnlich, ihre Tergite sind jedoch mit mehr Schwarzanteilen versehen. Die mittleren Sternite haben dichte Haarflecken und Endbinden. Die Fühler bestehen aus nur 12 Gliedern. Das siebte Tergit hat eine rote Pygidialplatte.

## Vorkommen und Lebensweise
Die Art ist in Europa nördlich bis 58° nördliche Breite und östlich bis nach Westasien und in der Türkei verbreitet. Sie fliegt von Ende Juni bis Mitte August. Die Art parasitiert Rophites algirus und Rophites quinquespinosus

## Belege
Felix Amiet, M. Herrmann, A. Müller, R. Neumeyer: Fauna Helvetica 20: Apidae 5. Centre Suisse de Cartographie de la Faune, 2007, ISBN 978-2-88414-032-4.